# Генрі Крозер Кітінг Пламмер
Генрі Крозер Кітінг Пламмер (англ. Henry Crozier Keating Plummer, 24 жовтня 1875, Оксфорд, Велика Британія — 30 вересня 1946, Велика Британія) — британський і ірландський астроном, останній Королівський астроном Ірландії.

## Життєпис
Генрі Пламмер народився в Оксфорді, син Вільяма Едварда Пламмера (1849—1928) і племінник астронома Джона Айзека Пламмера (1845—1925). Здобув освіту в школі Св. Едварда, а потім у Гертфорд-коледжі Оксфордського університету. Після закінчення університету викладав математику в університеті Манчестера, 1900 року став асистентом у Редкліффській обсерваторії в Оксфорді, де раніше працював його батько, і пропрацював там 12 років. 1912 року Генрі Пламмера призначено на посаду ендрюсівського професора астрономії в Університеті Дубліна і королівського астронома Ірландії. Генрі Пламмер був останнім, хто займав ці дві посади — після створення Ірландської вільної держави 1921 року їх скасували. 1920 року Генрі Пламмера обрано членом Лондонського королівського товариства.
Від 1921 року і до виходу на пенсію 1940 року працював професором математики у військовому училищі Вулвіч (Лондон)а. У 1939—1941 був президентом Королівського астрономічного товариства.
Зробив значний внесок у розробку Астрографічного каталогу. Його дослідження включали фотометричні спостереження короткоперіодичних змінних і радіальні пульсації цефеїд. 1911 року Пламмер розробив функцію гравітаційного потенціалу, відому як модель Пламмера, яку можна використати для моделювання кулястих скупчень і сферично-симетричних галактик. 1918 року опублікував роботу «Вступний трактат про динамічну астрономію» (англ. An Introductory Treatise on Dynamical Astronomy). Досліджував історію науки, працював у комітеті Королівського товариства, який готував публікації праць Ісаака Ньютона.
На його честь названо кратер на Місяці.

## Публікації
- On the Theory of Aberration and the Principle of Relativity, 1910, Monthly Notices of the Royal Astronomical Society, Vol. 70, p. 252—266